# 玄賓庵
玄賓庵（げんぴあん）は奈良県桜井市茅原にあり、三輪山麓に建つ真言宗醍醐派の寺院である。

## 歴史
桓武・嵯峨天皇に厚い信任を得ながら、俗事を嫌い三輪山の麓に隠棲したという玄賓（げんぴん）僧都の庵と伝えられる。世阿弥の作と伝える謡曲「三輪」の舞台として知られる。かつては山岳仏教の寺として三輪山の檜原谷にあったが、明治初年の神仏分離により大神神社に近い現在地に移された。

## 文化財
- 木造不動明王坐像（重要文化財） 元は大神神社の神宮寺である大御輪寺の所蔵。

## アクセス
- JR桜井線三輪駅下車、徒歩約30分